# Марио Хезоња
Марио Хезоња (Дубровник, 25. фебруар 1995) хрватски је кошаркаш. Игра на позицијама бека и крила, а тренутно наступа за Реал Мадрид.

## Успеси

### Клупски
- Барселона:
  - Првенство Шпаније (1): 2013/14.
- Панатинаикос:
  - Првенство Грчке (1): 2020/21.
  - Куп Грчке (1): 2021.
- Реал Мадрид:
  - Евролига (1): 2022/23.
  - Првенство Шпаније (1): 2023/24.
  - Суперкуп Шпаније (2): 2022, 2023.
  - Куп Шпаније (1): 2024.

### Репрезентативни
- Европско првенство до 16 година:  2011.
- Светско првенство до 17 година:  2012.

### Појединачни
- Најкориснији играч ВТБ јунајтед лиге (1): 2021/22.
- Најкориснији играч Европског првенства до 16 година (1): 2011.
- Идеални тим Евролиге — друга постава (1): 2023/24.